# Willkommen, ihr herrschenden Götter der Erden

Willkommen, ihr herrschenden Götter der Erden (Bienvenue à vous, dieux régnant sur la terre), BWV Anh. 13, est une cantate profane de Johann Sebastian Bach célébrant le passage à Leipzig de Marie-Amélie de Saxe, fille du roi Auguste III de Pologne, et de son fiancé, le roi des Deux-Siciles Charles IV et futur roi d'Espagne Charles III. La cantate fut donnée le 28 avril 1738 sur la place du Marché à neuf heures du soir. Le livret, de Johann Christoph Gottsched, fut remis à la famille royale et passa ainsi à la postérité. La partition de cette cantate a été perdue.

## Sources
- (en) Cantate BWV Anh. 13 sur Bach-cantatas.com
- Gilles Cantagrel, Les cantates de J.-S. Bach, Paris, Fayard, mars 2010, 1665 p.  (ISBN 978-2-213-64434-9)